# Elegies to Lessons Learnt
Elegies to Lessons Learnt — перший студійний альбом уельської групи I Like Trains, який був випущений 1 жовтня 2007 року.

## Композиції
1. We All Fall Down – 6:12
2. Twenty Five Sins – 3:39
3. The Deception – 3:58
4. Voice of Reason – 5:00
5. Death of an Idealist – 3:25
6. Remnants of an Army – 3:57
7. We Go Hunting – 3:24
8. Come Over – 4:10
9. Spencer Perceval – 9:09
10. Epiphany – 2:18
11. Death is the End – 5:21

## Учасники запису
- Девід Мартін – вокал, гітара
- Гай Баністер – гітара, клавіші
- Алістер Боуіс – бас
- Саймон Фагол – ударні